# 鳥取県水産試験場
鳥取県水産試験場（とっとりけんすいさんしけんじょう、Tottori Prefectural Fisheries Experiment Station）は、日本海における水産業の研究・指導を目的として設置された鳥取県立の研究所。本場は鳥取県境港市にあり、併設で鳥取市に日本唯一のカニの博物館であるとっとり賀露かにっこ館を併設する。鳥取県はカニのイメージが強いが、スルメイカの世界的情報発信基地でも知られ、スルメイカ関係では島根県水産技術センター・カニ関係では兵庫県立農林水産技術総合センター 水産技術センターとの連携が不可欠である。
「鳥取県水産試験場」として、1900年（明治33年）10月に鳥取市東町鳥取県庁構内に水産試験場を設置したのが始まりである。

## 組織
組織の長は場長である。
- 総務課（3名）－庶務全般
- 沖合漁業部漁場開発室（3名）－鳥取県沖の沖合・沿岸の海の水温・塩分や潮流を調べ、海洋環境の状況を漁業関係者などの方々に知らせる他。また浮魚（アジ・サバ・イワシ類・マグロ・イカ類）を無駄なく末永く漁獲する方法を提案するために、試験船第一鳥取丸等を用いた調査や、市場調査により資源量の調査担当。
- 沖合漁業部海洋資源室（2名）－底魚（ハタハタ・アカガレイ・ソウハチ・ヒレグロ・ズワイガニ・ベニズワイガニ）を無駄なく末永く漁獲する方法を提案するために、試験船第一鳥取丸を用いたトロール・かにかご調査や市場調査ならびに、大型クラゲの来遊調査・赤潮調査。
- 沖合漁業部第一鳥取丸（11名）－調査船・第一鳥取丸（199トン）を用いて鳥取県沖合海域の海と魚の状況を常に把握するために、船員11名と漁場開発室又は海洋資源室の研究員が乗船して様々な調査を担当。
- 沿岸漁業部（9名） －沿岸海面漁業・内水面漁業・養殖・栽培漁業・魚病を担当。

## 沿革
- 1900年（明治33年）－ 10月・鳥取市東町鳥取県庁構内に水産試験場を設置
- 1911年（明治44年）－ 3月・一旦廃止
- 1937年（昭和12年）－ 8月・鳥取市賀露町に水産試験場を再設置すると共に、西伯郡境町の境分場を廃止
- 1942年（昭和17年）－ 5月・鳥取県庁内に水産試験場を再移転し、賀露町の旧本場を賀露分場とする
- 1949年（昭和24年) － 11月・岩美郡大岩村に移転すると同時に、西伯郡境町に境分場を再設置
- 1962年（昭和37年）－ 10月・境港市栄町の水産会館内に境分場を移転
- 1970年（昭和45年）－ 4月・岩美郡岩美町に水産試験場を新築移転
- 1981年（昭和56年）－ 4月・東伯郡泊村に栽培漁業試験場を新築整備し、水産試験場と栽培漁業試験場の二水産研究機関が発足
- 1989年（平成元年）－ 4月・水産試験場及び栽培漁業試験場を鳥取県水産試験場として統合再編し、境港市に管理部門及び海洋漁業部を設置、東伯郡泊村の栽培漁業試験場を栽培漁業部に改称
- 1989年（平成元年）－ 5月・境港市の海洋漁業部が竹内団地（現在地）に新庁舎新築整備し、移転
- 2003年（平成15年）－ 4月・機構改革により、海洋漁業部を水産試験場、栽培漁業部を栽培漁業センターに分立
- 2009年（平成21年）－ 4月・機構改革により水産試験場及び栽培漁業センターを再統合し、新たな水産試験場として旧水産試験場を沖合漁業部、旧栽培漁業センターを沿岸漁業部とした

## とっとり賀露かにっこ館
- 鳥取市賀露町西三丁目27-2に全国で唯一のカニの博物館・とっとり賀露かにっこ館を設置。入場無料の上、毎月多彩なイベントを開催している。

## 現在の主要研究対象生物
- スルメイカ
- ズワイガニ
- ベニズワイガニ
- マアジ
- アカガレイ
- ノドグロ
- ハタハタ
- ヒレグロ

## 販売グッズ
- 調査船・第一鳥取丸の絵葉書やプラモデルなど多数。詳細は志村けんを参照。

## 調査船
- 第一鳥取丸-1997年・199t・鋼製。主にスルメイカ調査漁等に使用

## 関係項目
- 志村けん-同姓同名の研究員がいる事が数年前、テレビで全国放送され、全国から訪ねに来る人間が多い。